# Synagoga chasydów z Chabad-Lubawicz w Warszawie
Synagoga chasydów z Chabad-Lubawicz w Warszawie – synagoga znajdująca się w Warszawie przy ulicy Słomińskiego 19/508. Reprezentuje ona chasydzki nurt judaizmu. Inną tego typu synagogą w Polsce jest Synagoga Izaaka Jakubowicza w Krakowie. W czerwcu 2007 roku Gmina Wyznaniowa Żydowska w Krakowie wydzierżawiła synagogę grupie chasydzkiej Chabad-Lubawicz, która przystosowała ją dla celów kultowych. W jednym z mniejszych pomieszczeń otwarto sklep z produktami koszernymi.

## Opis
Synagoga chasydów z Chabad-Lubawicz w Warszawie została założona w grudniu 2005 roku z inicjatywy chasydów z Chabad-Lubawicz, skupionych w Chabad Lubawicz Polska. Modlitewnia wchodzi w skład Centrum Żydowskiego, gdzie również prowadzona jest jesziwa, koszerna restauracja, biblioteka oraz mykwa. Obecnym rabinem synagogi jest Szalom Dov Ber Stambler. Nabożeństwa odbywają się codziennie, we wszystkie szabaty oraz święta.
17 kwietnia 2008 roku Prezydent Izraela, Szymon Peres spotkał się z przedstawicielami ruchu Chabad-Lubawicz w Pałacu Prezydenckim. Prezydent Peres nakreślił ostatnią literę w słowie „Izrael” w nowym zwoju Tory, która wkrótce została przeniesiona do synagogi Chabadu.